# Conocephalus rhodesianus
Conocephalus rhodesianus är en insektsart som först beskrevs av Louis Albert Péringuey 1916.  Conocephalus rhodesianus ingår i släktet Conocephalus och familjen vårtbitare. Inga underarter finns listade i Catalogue of Life.